# 米原市立東草野小学校・中学校
米原市立東草野小中学校（まいばらしりつ ひがしくさのしょうちゅうがっこう）は、かつて滋賀県米原市にあった公立小学校・中学校。米原市内で唯一の小中併設校であった。

## 概要
坂田郡伊吹町時代から児童数が少なかった。米原市の発足後、2006年頃から児童数の減少による学校の存続についての検討がなされた。
2012年3月に東草野小学校が、2015年3月に東草野中学校が休校し、2020年3月31日までどちらも休校（実質閉校）であったが、同年度で廃校となった。
廃校後の校舎について活用が検討されている。
分校は東草野小学校甲津原分校、東草野中学校甲津原分校があった。
学校のある吉槻地区は周辺3地区と共に、2014年3月18日に国の重要文化的景観「東草野の山村景観」に選定された。

## 沿革
- 1947年 - 東草野村立中学校が甲津原分校を併設して創立[12]
- 1956年 - 町村合併により伊吹村立東草野中学校へ改称[12]
- 1971年 - 町制施行で伊吹町立東草野中学校へ改称[12]
- 1986年4月 - 校舎が新築され、小中同一校舎に[12]
- 1994年 - 甲津原分校が中学校本校に統合[12]
- 2005年2月14日 - 米原市発足により、米原市立東草野小学校・中学校へ改称
- 2012年3月 - 東草野小学校休校[5]
- 2015年3月 - 東草野中学校休校[5]
- 2020年3月31日 - 東草野小中学校閉校・廃校[7]

## 学区
小学校・中学校ともに学区は同じであり、甲津原、曲谷、甲賀、吉槻地区だった。2013年4月1日、分校の学区は本校に統合された。